# Kyrkberget, Lindesberg
Kyrkberget är ett naturområde i Lindesberg, Lindesbergs kommun.

## Beskrivning
Området består av flera naturtyper. Äldre tallskog är vanligast och den äldsta åldersbestämda tallen var 265 år gammal år 2015. Den sydvästra delen består däremot till största delen av lövskog. Fågellivet på platsen beskrivs som rikt och den södra delen av det större skogspartiet kallas Fågelsången.
Kyrkberget används som rekreationsområde och på platsen finns flera för platsen viktiga kulturhistoriska byggnader: 
- Kägelbanan som uppfördes år 1887,
- Vattentornet som uppfördes 1905 och,
- Dynamitkällaren där dynamit förr förvarades på behörigt avstånd från stadskärnan.

Under 2014 sattes portaler upp vid tre av Kyrkbergets ingångar, ett antal stigar anlades och bänkar samt eldplatser rustades även upp.
Platsen har genom åren presenterats som en kandidat för att bli ett naturreservat.  Detta har dock inte blivit av och Kyrkberget utgör idag ett parkområde. 

## Galleri

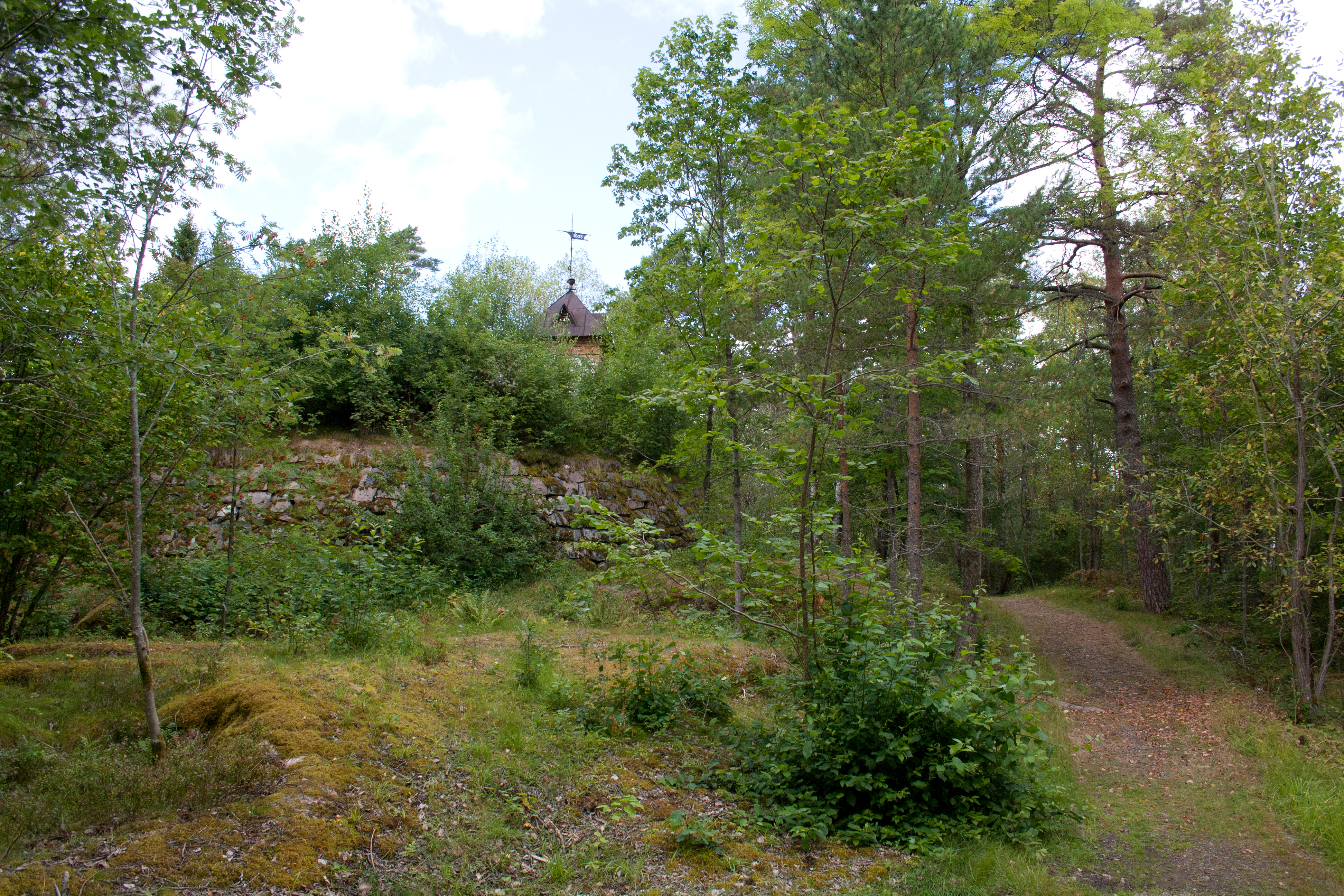
Gamla Vattentornet.
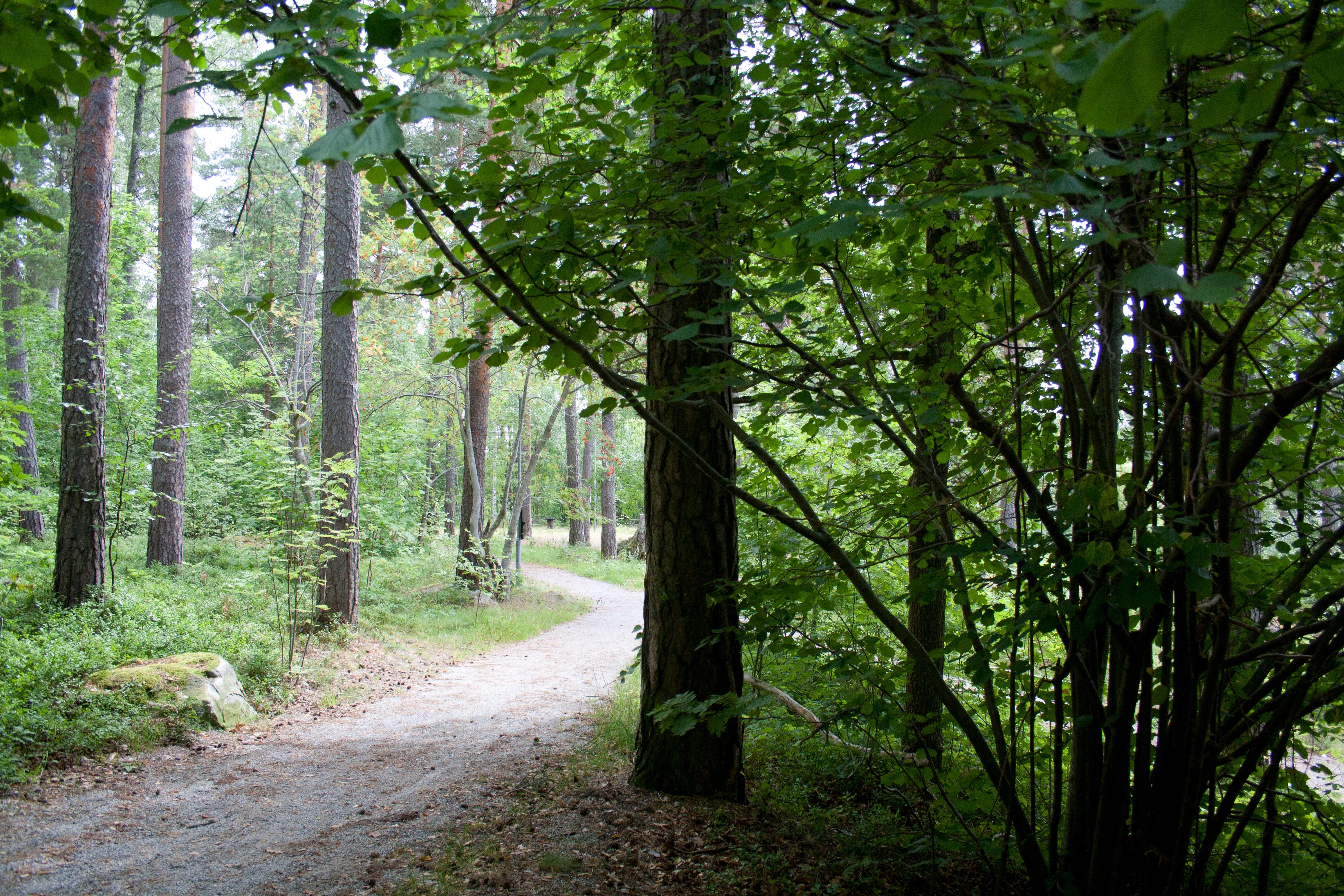
Stig mot öster.
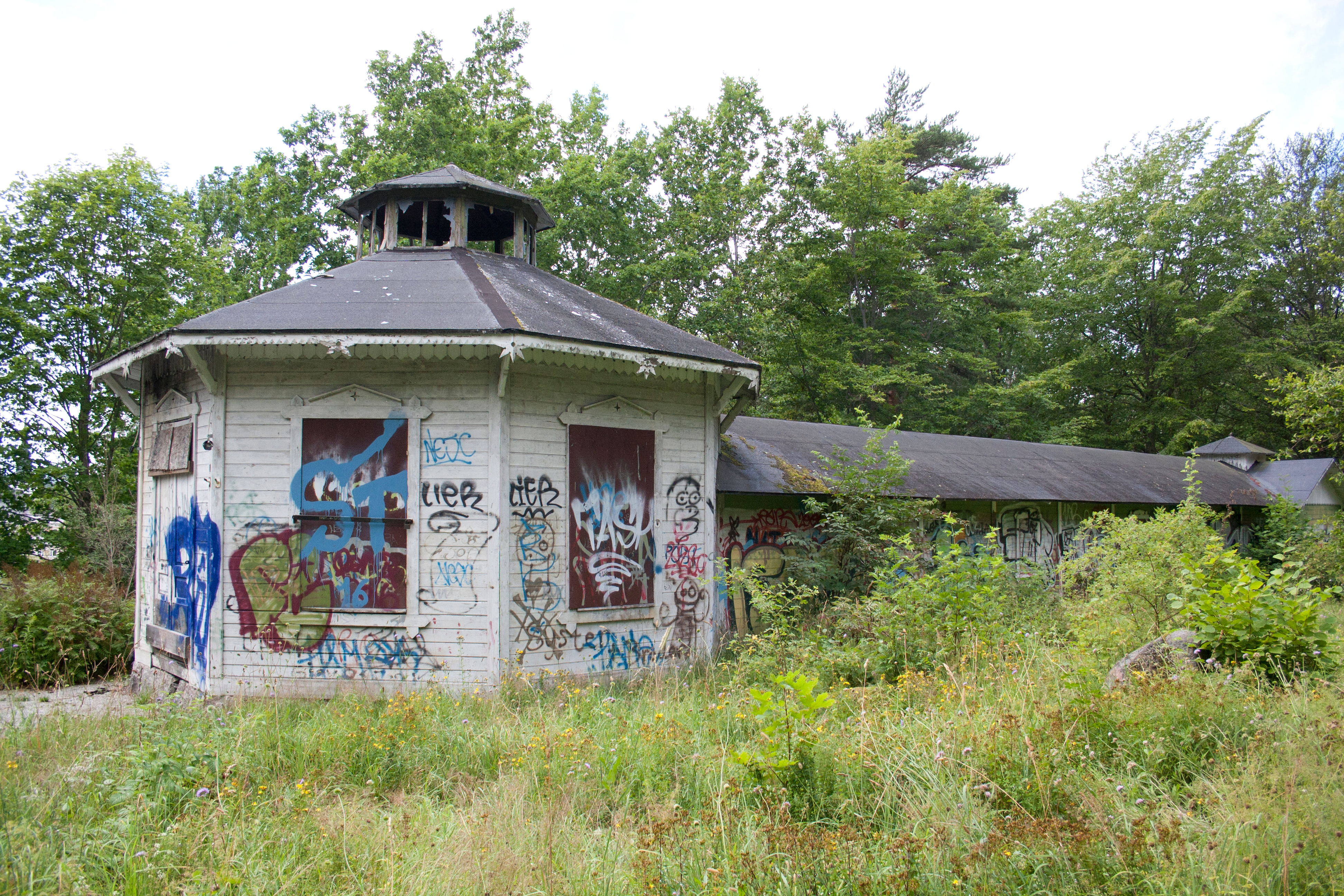
Kägelbanan.
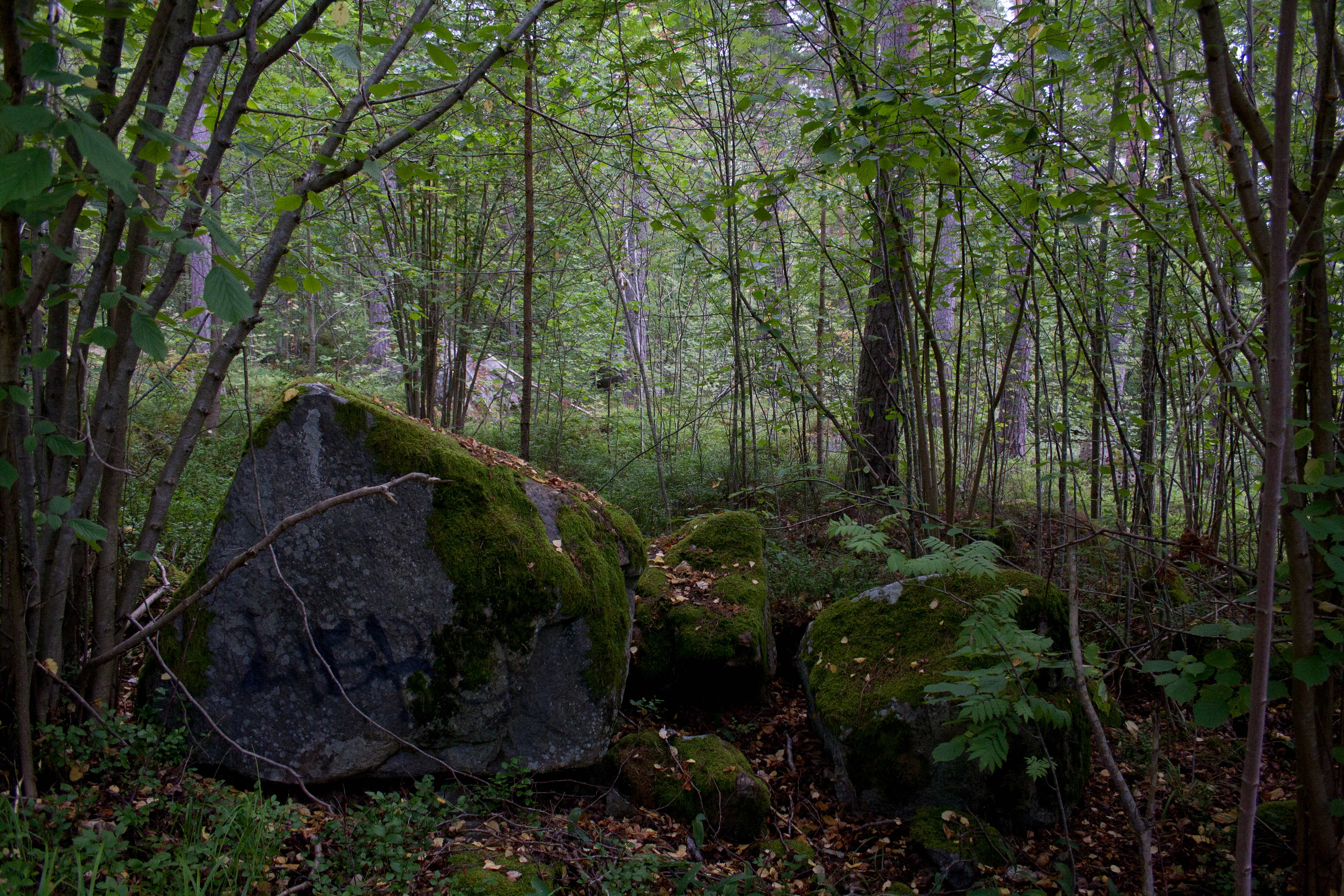
Stenhög på Kyrkberget.